# Білозір Віталій Олександрович
Вітáлій Олексáндрович Білозі́р (28 вересня 2003, м. Жашків, Жашківський район, Черкаська область) — поет, прозаїк, культурний діяч, лавреат Міжнародної українсько-німецької премії імені Олеся Гончара, член Національної Спілки письменників України

## Життєпис
Віталій Білозір народився 28 вересня 2003 року в місті Жашкові, що на Черкащині. Освіту здобув у Жашківському закладі середньої та загальної освіти № 2.
У січні 2020 року дебютував у поетичному альманасі «Так ніхто не кохав» видавництва «Лілія». У липні цього ж року увійшов у десятку лідерів конкурсу «youngArt». У 2020 році отримав перше місце на обласному етапі конкурсу-захисту учнівських робіт секції «Літературна творчість» Малої академії наук України.
Розлогу рецензію про творчий доробок вмістив  відомий поет і літературознавець Тадей Карабович у журналі «Пектораль». Велику добірку віршів вмістила «Українська літературна газета», твори у перекладі польською з'явилися у журналі «Pisarze.pl» та «Антологія української поезії до Gazety Wyborczej», деякі вірші були перекладені азербайджанською та увійшли до антології «Vüqarlı Dneprin suları axsın», а також у видавництві Kallisto Gaia Press (Остін, Техас) вийшла антологія «And Blue Will Rise Over Yellow» (упорядник Джон Бредл), де вперекладі на англійську з'явилися тексти Білозіра.
У 2020 році вступив до Національного педагогічного університету імені Михайла Драгоманова на факультет української філології та літературної творчості імені Андрія Малишка. Знайшовши однодумців серед студентів, організовував в університеті літературно-критичні вечори.
У 2024 році завершив навчання та здобув освітній рівень бакалавра за фахом філолог української мови.
Із 2023 року працює у Публічній бібліотеці імені Лесі Українки для дорослих м. Києва. Із 2024 року — на посаді завідувача відділу бібліотечних комунікацій.

## Творчість
За рукопис збірки «Паперовий хлопчик» Віталій Білозір у 2022 році здобув Міжнародну українсько-німецьку літературну премію імені Олеся Гончара пізніше книга вийшла друком у видавництві «Каяла» та увійшла до короткого списку найкращих поетичних книг 2022 року за версією ПЕН-клубу. Презентація книги відбулася 15 вересня 2022 року у PinchukArtCentre. Цього ж року вийшла українсько-польська білінгва «Ігри з жовтою квіткою /Plac zabaw żółtych kwiatów» у перекладі Я. В. Будніка у видавництві «Адверт» в Хожуві.
Олег Коцарев:
""Паперовий хлопчик" — досить серйозна заявка від наймолодшого станом на сьогодні покоління української поезії. Збірка, що побачила світ у видавництві "Каяла" (в оформленні використано роботу Кирила Проценка), вирізняється доброю «школою», зрілою формою, різноманіттям тематики й матеріалу (хоча часто це еротика, метафізика, культура). Білозір цікаво працює з мовою, активно використовує всіляку нестандартну лексику, від архаїчної до діалектної. У віршах "Паперового хлопчика" чимало химерної драматичності та гри з підтекстами." 
У 2023 році Білозір спільно із Вано Кюґером ініціювали видання наймолодшої антології української поезії "Ніжний Вал", до якої увійшло 35 поетів до 25 років із різних куточків України та світу. На обкладинці книги використано репродукцію роботи Катерини Лисовенко. Презентації книги відбулися в PinchukArtCentre та Українсько-данському молодіжному домі. 

За підтримки видавничої програми Департаменту суспільних комунікацій Київської міської державної адміністрації у 2024 році з'явилася третя поетична книга «Порцелянове яблуко». Проілюстрував видання молодий український художник Андрій Саніцький. 
ІБТ:

«…Так вже складається, що сучасна культура, будучи обтяжена конвенційним багетом неймінгу, змушена щоразу вдаватися до стилістичних кунштюків, даючи назву тому чи іншому явищу нашого сьогодення. Тим паче, коли це явище має явно традиційний бекграунд і вибивається за вищезгадані рамки модерного мелосу — наче поезія Віталія Білозіра. „Нова наївність“, якою обов'язково нарікають кожне нове покоління романтиків, що заново відкриває закони поетики, і свіжости та щирости якого ніби як соромиться академічна критика. Бо у випадку з віршами нашого автора це означало би знову звертатися до творчости юного Рембо або Жака Превера, знайомого хіба що за двотомником „Сузір'я французької поезії“, перекладеного дідусем автора сих рядків. Проте „живе“ життя диктує нові правила поведінки уві сні, і за ними будь-яка сучасна „наївність“, „щирість“, „відкритість“ у поєднанні з не менш традиційними та зазвичай (не)підцензурними мотивами вільного кохання означає одне. Це поезія нового чуття, в якому — наче в чарівному келиху — поєдналися радість і смуток, втіха і мудрість життя…»

## Інтерв'ю
- «ПОЕЗІЯ KYIVMISTAH»
- «ПОЕЗІЯ KYIVMISTAH»
- Як живуть молоді поети у війну і що читає Білозір?
- ТікТок, уроки української мови для засуджених та екскурсії Києвом: як Лесина бібліотека руйнує стереотипи.[21]